# Лаохекоу
Лаохекоу (老河口) град је Кини у покрајини Хубеј. Према процени из 2009. у граду је живело 260.235 становника.

## Становништво
Према процени, у граду је 2009. живело 260.235 становника.
| 1990.   | 2000.   | 2009    |
| ------- | ------- | ------- |
| 204.432 | 237.386 | 260.235 |